# 6800 Saragamine
6800 Saragamine è un asteroide della fascia principale. Scoperto nel 1994, presenta un'orbita caratterizzata da un semiasse maggiore pari a 2,6604237 UA e da un'eccentricità di 0,1620096, inclinata di 8,52153° rispetto all'eclittica.